# Apollo 3
Apollo 3 fue un grupo alemán formado en el año de 2006, que despegó con gran popularidad dentro de Alemania en el año de 2009, tras fichar con Sony, integrado por Henry Horn (vocalista), Dario Barbanti (guitarrista) y Marvin Schlatter (tecladista y rapero), más conocido por interpretar el tema central de la película Vorstadtkrokodile y sus dos secuelas, titulado "Superhelden" (en español: Superhéroes). Además, en el año de 2010, participaron con “Diabolish” para el soundtrack de la película Teufelskicker, en la cual actuaron como personajes principales.

## Miembros
- Henry Horn: Nació el 25 de junio de 1997 en Frankfurt, Alemania. Se mudó a Colonia en 2006. En este mismo año conoce a Dario y a Marvin y forman una banda la cual su maestra descubre. Henry es el vocalista principal de Apollo 3 y sabe tocar la guitarra desde los 6 años.

- Dario Barbanti: Nació el 5 de enero de 1997 en Köln (Colonia), Alemania. Dario vivió en las afueras de Colonia por lo que sus padres decidieron que asista a la única primaria que existe ahí que es 'Montessori-Gymnasium' donde conoce a Marvin Schlatter con el que después junto con Henry Horn forman la banda. Dario es el guitarrista de Apollo 3 y hace música desde 2005 (desde los 7 años). El nombre de la banda se le ocurrió a él.

- Marvin Schlatter: Nació el 25 de agosto de 1996. Marvin es el rapero/MC que le da un ambiente cool a Apollo 3. Marvin y Dario se conocieron en el Kindergarden(infantil). El canta desde los 2 años y toca el piano.

## Filmografía
| Cine y televisión | Cine y televisión                        | Cine y televisión     | Cine y televisión       | Cine y televisión         | Cine y televisión           |
| año               | Título                                   | Papel de Henry        | Papel de Dario          | Papel de Marvin           | Notas                       |
| ----------------- | ---------------------------------------- | --------------------- | ----------------------- | ------------------------- | --------------------------- |
| 2007              | Alarm für Cobra 11 - Die Autobahnpolizei | Eric                  | -                       | -                         | Episodio: In bester Absicht |
| 2010              | Teufelskicker                            | Moritz (protagonista) | Alex (papel secundario) | Shadow (papel secundario) | Película independiente      |
| 2011              | Schloss Einstein                         | él mismo              | él mismo                | él mismo                  | Episodio: Folge 671         |

## Discografía

### Álbumes
| 2009 | Apollo 3         | 33 | − | − |
| 2010 | 2010             | -  | − | − |
| 2013 | Feier Dein Leben | −  | − | − |

### Sencillos
- 2009: Superhelden
- 2009: Startschuss
- 2010: Chaos
- 2013: Wir sehn uns dann am Meer
- 2013: Feier dein Leben

### Soundtrack
- 2009: Vorstadtkrokodile - Superhelden
- 2009: E-Explosiv - Das Magazin - Brich Mein Herz
- 2010: Die Teufelskicker - Diabolisch y el Remix de Adrenalin
- 2010: Vorstadtkrokodile 2 - Superhelden
- 2011: Vorstadtkrokodile 3 - Superhelden
- 2011: "Löwenzahn - Das Kinoabenteuer - Überflieger

### Videos musicales
- 2009: Superhelden
- 2009: Startschuss
- 2010: Chaos
- 2013: Wir seh'n uns dann am Meer
- 2013: Feier dein leben
- 2014: Limit